# Знаки почтовой оплаты Украины (2014)
Знаки почтовой оплаты Украины (2014) — перечень (каталог) знаков почтовой оплаты (почтовых марок), введённых в обращение почтой Украины в 2014 году.
В 2014 году было выпущено 67 почтовых марок, в том числе 66 памятных (коммеморативных) и стандартная восьмого выпуска на самоклеющейся бумаге. Тематика коммеморативных марок охватывала юбилеи выдающихся деятелей культуры, памятники архитектуры Украины, знаменательные даты, виды представителей фауны и флоры и другие сюжеты. В обращение поступили марки номиналом от 2,00 до 5,70 гривны.

## Список коммеморативных марок
Порядок следования элементов в таблице соответствует номеру по каталогу марок Украины на официальном сайте Укрпочты (укр. КМД УДППЗ «Укрпошта»), в скобках приведены номера по каталогу «Михель».
| № по каталогу                                                                                               | Изображение | Описание и источники | Номинал                    | Дата выпуска          | Тираж   | Художник                                   |
| --- | ----------- | --- | -------------------------- | --------------------- | ------- | ------------------------------------------ |
| № 1352 (Mi #1396)                                                                                           |             | А. Гук «Букетик ромашок». с укр. — «А. Гук „Букетик ромашек“». | 2,00 гривны                | 24 января 2014 года   | 153 000 | Андрей Гук                                 |
| № 1353 (Mi #1397)                                                                                           |             | «Збірна України з біатлону-2014». На купонах зображено фото: Олена Підгрушна, Валентина Семеренко, Юлія Джима, Віта Семеренко. с укр. — «Сборная Украины по биатлону-2014. На купонах изображены фото: - Елена Пидгрушная; - Валентина Семеренко; - Юлия Джима; - Вита Семеренко». | 3,30 гривны                | 31 января 2014 года   | 161 000 | Василий Василенко (фото Марии Осолодкиной) |
| № 1354 (Mi #1398)                                                                                           |             | «Леонід Кравчук. Перший Президент незалежної України. 80 років від дня народження». с укр. — «Леонид Кравчук. Первый президент независимой Украины. 80 лет со дня рождения.». | 2,00 гривны                | 31 января 2014 года   | 175 000 | Василий Василенко                          |
| № 1355 (Mi #1399) № 1356 (Mi #1400) № 1357 (Mi #1401) № 1358 (Mi #1402) № 1359 (Mi #1403) № 1360 (Mi #1404) |             | «Малий марковий аркуш Архітектор Владислав Городецький». с укр. — «Малый марочный лист Архитектор Владислав Городецкий». | 2,00 3,30 4,80 5,60 гривны | 14 февраля 2014 года  | 50 000  | Иван Кравец                                |
| № 1355 (Mi #1399)                                                                                           |             | «Архітектор Владислав Городецький: Караїмська кенаса. 1900». с укр. — «Архитектор Владислав Городецкий: - Караимская кенасса (1900)». | 2,00 гривны                | 14 февраля 2014 года  | 50 000  | Иван Кравец                                |
| № 1356 (Mi #1400)                                                                                           |             | «Архітектор Владислав Городецький: Фрагмент фасаду будинку Городецького. 1901—1903». с укр. — «Архитектор Владислав Городецкий: - Фрагмент фасада дома Городецкого (1901—1903)». | 2,00 гривны                | 14 февраля 2014 года  | 50 000  | Иван Кравец                                |
| № 1357 (Mi #1401)                                                                                           |             | «Архітектор Владислав Городецький: Фрагмент фасаду будинку Городецького. 1901—1903». с укр. — «Архитектор Владислав Городецкий: - Фрагмент фасада дома Городецкого (1901—1903)». | 2,00 гривны                | 14 февраля 2014 года  | 50 000  | Иван Кравец                                |
| № 1358 (Mi #1402)                                                                                           |             | «Архітектор Владислав Городецький: Будинок Національного художнього музею України. 1897—1899». с укр. — «Архитектор Владислав Городецкий: - Дом Национального художественного музея Украины (1897—1899)». | 3,30 гривны                | 14 февраля 2014 года  | 50 000  | Иван Кравец                                |
| № 1359 (Mi #1403)                                                                                           |             | «Архітектор Владислав Городецький: Костел Святого Миколая. 1899—1909». с укр. — «Архитектор Владислав Городецкий: - Костёл святого Николая (1899—1909». | 4,80 гривны                | 14 февраля 2014 года  | 50 000  | Иван Кравец                                |
| № 1360 (Mi #1404)                                                                                           |             | «Архітектор Владислав Городецький: Будинок Городецького. 1901—1903». с укр. — «Архитектор Владислав Городецкий: - Дом Городецкого (1901—1903)». | 5,60 гривны                | 14 февраля 2014 года  | 50 000  | Иван Кравец                                |
| № 1361 (Mi #1405)                                                                                           |             | Серія «Скарби музеїв України»: Архангел Гавриїл. Церковна корогва. Флорентійський художник, кін. XV ст. с укр. — «Серия „Сокровища музеев Украины“: Архангел Гавриил. Церковная хоругвь (флорентийский художник, конец XV столетия». | 4,80 гривны                | 18 февраля 2014 года  | 147 000 | Анонимный флорентийский художник           |
| № 1362 (Mi #1407) № 1363 (Mi #1408) № 1364 (Mi #1409) № 1365 (Mi #1410)                                     |             | Блок «Краса і велич України. Кіровоградська область»: Свято-Вознесенський собор (м. Бобринець); Антропоморфна стела скіфського часу; Кіровоградський академічний обласний український музично-драматичний театр ім. М. Л. Кропивницького; Народний хореографічний ансамбль «Пролісок». с укр. — «Серия „Краса и гордость Украины“, почтовый блок Кировоградская область: - Свято-Вознесенский собор (г. Бобринец); - Антропоморфная стела скифских времён; - Кировоградский академический областной украинский музыкально-драматический им. М. Л. Кропивницкого; - Народный хореографический ансамбль „Пролесок“». | 2,00 2,50 4,80 гривны      | 27 февраля 2014 года  | 47 000  | Александр Калмыков                         |
| № 1366 (Mi #1406)                                                                                           |             | «Кіровоград. Гімназія-інтернат — школа мистецтв». с укр. — «Кировоград. Гимназия-интернат — школа искусств». | 2,00 гривны                | 27 февраля 2014 года  | 155 000 | Александр Калмыков                         |
| № 1367 (Mi #1411)                                                                                           |             | «20 років з часу заснування УКРПОШТИ». с укр. — «20 лет со дня основания Укрпочты». | 2,00 гривны                | 25 марта 2014 года    | 190 000 | Николай Кочубей                            |
| № 1368 (Mi #1412)                                                                                           |             | «Збірна України з біатлону-2014. Золота естафета. 21.02.2014.: на марці зображено фото жіночої збірної України з біатлону». На купонах зображено фото: Олена Підгрушна, Валентина Семеренко, Юлія Джима, Віта Семеренко. с укр. — «Сборная Украины по биатлону-2014. Золотая эстафета. 21.02.2014.: На марке изображены фото женской сборной Украины по биатлону. На купонах изображены фото: - Елена Пидгрушная; - Валентина Семеренко; - Юлия Джима; - Вита Семеренко». | 3,30 гривны                | 15 апреля 2014 года   | 16 000  | Василий Василенко (фото Марии Осолодкиной) |
| № 1369 (Mi #1413)                                                                                           |             | «Василь Липківський. Митрополит УАПЦ. 150 років від дня народження». с укр. — «Василий Липковский. Митрополит УАПЦ. 150 лет со дня рождения». | 2,00 гривны                | 8 мая 2014 года       | 155 000 | Николай Кочубей                            |
| № 1370 (Mi #1414)                                                                                           |             | «Марія Капніст. 1914—1993. 100 років від дня народження». с укр. — «Мария Капнист (1914—1993). 100 лет со дня рождения». | 2,00 гривны                | 16 мая 2014 года      | 152 000 | Василий Василенко                          |
| № 1371 (Mi #1415)                                                                                           |             | «Unicef». с укр. — «Unicef». | 2,00 гривны                | 29 мая 2014 года      | 194 000 | Анастасия Олейник                          |
| № 1372 (Mi #1416)                                                                                           |             | Серія «Скарби музеїв України»: Хуан де Сурбаран. Натюрморт зі збивачем для шоколаду. 1640 р. Національний музей мистецтв імені Богдана та Варвари Ханенків, Київ. с укр. — «Серия „Сокровища музеев Украины“: - Хуан де Сурбаран. «Натюрморт со сбивателем для шоколада» (1640). Национальный музей искусств имени Богдана и Варвары Ханенко, Киев». | 5,70 гривны                | 29 мая 2014 года      | 147 000 | Хуан де Сурбаран                           |
| № 1373 (Mi #1417)                                                                                           |             | Літак «Ілля Муромець». с укр. — «Самолёт „Илья Муромец“». | 2,00 гривны                | 17 июня 2014 года     | 186 000 | Валерий Руденко                            |
| № 1374 (Mi #1418)                                                                                           |             | «Козак Мамай». («EUROPA»). с укр. — «Казак Мамай. („EUROPA“)». | 4,80 гривны                | 25 июля 2014 года     | 145 000 | Виталий Митченко                           |
| № 1375 (Mi #1419)                                                                                           |             | «Кобза». («EUROPA»). с укр. — «Кобза. („EUROPA“)». | 5,70 гривны                | 25 июля 2014 года     | 145 000 | Виталий Митченко                           |
| № 1378 (Mi #1422)                                                                                           |             | І. Ю. Рєпін «Запорожці пишуть листа турецькому султану», 1889—1896, з купоном. с укр. — «И. Е. Репин „Запорожцы пишут письмо турецкому султану“, 1889—1896, с купоном». | 3,30 гривны                | 4 августа 2014 года   | 190 000 | Илья Репин (дизайнер Светлана Бондарь)     |
| № 1379 (Mi #1423)                                                                                           |             | Серія «Колекція сукулентних рослин та кактусів НБС ім. М. М. Гришка»: Гімнокаліціум анізіціі (Gymnocalycium anisitsii). с укр. — «Коллекция суккулентных растений и кактусов НБС им. Н. Н. Гришко: - Гимнокалициум анизиции (Gymnocalycium anisitsii)». | 2,00 гривны                | 15 августа 2014 года  | 163 000 | Катерина Штанко                            |
| № 1380 (Mi #1424)                                                                                           |             | Серія «Колекція сукулентних рослин та кактусів НБС ім. М. М. Гришка»: Опунція мікродазіс (Opuntia microdasys). с укр. — «Коллекция суккулентных растений и кактусов НБС им. Н. Н. Гришко: - Опунция мелковолосистая (Opuntia microdasys)». | 2,50 гривны                | 15 августа 2014 года  | 163 000 | Катерина Штанко                            |
| № 1381 (Mi #1425)                                                                                           |             | Серія «Колекція сукулентних рослин та кактусів НБС ім. М. М. Гришка»: Пілозоцереус Палмера (Pilosocereus palmeri). с укр. — «Коллекция суккулентных растений и кактусов НБС им. Н. Н. Гришко: - Пилозоцереус Пальмера (Pilosocereus palmeri)». | 3,30 гривны                | 15 августа 2014 года  | 163 000 | Катерина Штанко                            |
| № 1382 (Mi #1426)                                                                                           |             | Серія «Колекція сукулентних рослин та кактусів НБС ім. М. М. Гришка»: Граптопеталум белум (Graptopetalum bellum). с укр. — «Коллекция суккулентных растений и кактусов НБС им. Н. Н. Гришко: - Граптопеталум красивый (Graptopetalum bellum)». | 4,80 гривны                | 15 августа 2014 года  | 163 000 | Катерина Штанко                            |
| № 1383 (Mi #1427)                                                                                           |             | «ЄВРОМАЙДАН 2013—2014 EUROMAIDAN». с укр. — «Евромайдан (EUROMAIDAN) 2013—2014». | 2,00 гривны                | 22 августа 2014 года  | 233 000 | Владимир Таран                             |
| № 1384 (Mi #1429) № 1385 (Mi #1430) № 1386 (Mi #1431) № 1387 (Mi #1432)                                     |             | Поштовий блок «Краса і велич України. Одеська область» з чотирьох марок: Білгород-Дністровська фортеця (Аккерман); Одеський морський вокзал; Свято-Миколаївська церква, м. Вилкове; Маяк порту м. Іллічівська. с укр. — «Серия „Краса и гордость Украины“, почтовый блок Одесская область: - Белгород-Днестровская крепость (Аккерман); - Одесский морской вокзал; - Свято-Николаевская церковь, г. Вилково; - Маяк порта г. Ильичевск». | 2,00 2,50 5,70 гривны      | 2 сентября 2014 года  | 51 000  | Александр Калмыков                         |
| № 1388 (Mi #1428)                                                                                           |             | «Пам’ятник дружині моряка, м. Одеса». с укр. — «Памятник жене моряка, г. Одесса». | 2,00 гривны                | 2 сентября 2014 года  | 176 000 | Александр Калмыков                         |
| № 1389 (Mi #1434) № 1390 (Mi #1435) № 1391 (Mi #1436) № 1392 (Mi #1437)                                     |             | Блок «Краса і велич України. Миколаївська область» з чотирьох марок: Автотранспортна розв’язка, м. Первомайськ; Кафедральний собор Касперівської ікони Божої матері, м. Миколаїв; Природний парк «Бузький Гард», с. Мигія; ПАТ «Чорноморський суднобудівний завод», м. Миколаїв. с укр. — «Серия „Краса и гордость Украины“, почтовый блок Николаевская область: - Автотранспортная развязка, г. Первомайск; - Кафедральный собор Касперовской иконы Божией Матери, г. Николаев; - Природный парк „Бужский Гард“, с. Мигия; - ПАО „Черноморский судостроительный завод“, г. Николаев». | 2,00 2,50 5,70 гривны      | 13 сентября 2014 года | 49 000  | Александр Калмыков                         |
| № 1393 (Mi #1433)                                                                                           |             | «Пам’ятник корабелам і флотоводцям, м. Миколаїв». с укр. — «Памятник корабелам и флотоводцам, г. Николаев». | 2,00 гривны                | 13 сентября 2014 года | 173 000 | Александр Калмыков                         |
| № 1394 (Mi #1438)                                                                                           |             | «Тарас Шевченко. Портрет В. Л. Кочубея. 1859». с укр. — «Тарас Шевченко „Портрет В. Л. Кочубея“ (1859)». | 2,00 гривны                | 26 сентября 2014 года | 201 000 | Тарас Шевченко                             |
| № 1395 (Mi #1439)                                                                                           |             | «Тарас Шевченко. Дари в Чигрині 1649 року. 1844». с укр. — «Тарас Шевченко „Дары в Чигирине в 1649 году“ (1844)». | 2,50 гривны                | 26 сентября 2014 года | 189 000 | Тарас Шевченко                             |
| № 1396 (Mi #1440) № 1397 (Mi #1441)                                                                         |             | Блок «200-річчя від дня народження Тараса Шевченка» з двох марок. с укр. — «Блок „200-летие со дня рождения Тараса Шевченко“ из двух марок». | 3,30 5,70 гривны           | 26 сентября 2014 года | 59 000  | Владимир Таран                             |
| № 1398 (Mi #1442)                                                                                           |             | Серія «Скарби музеїв України»: Б. Д. Григор'єв «Дама в чорному», 1917. с укр. — «Серия „Сокровища музеев Украины“: Б. Д. Григорьев „Дама в чёрном“ (1917». | 2,00 гривны                | 6 октября 2014 года   | 171 000 | Борис Григорьев                            |
| № 1399 (Mi #1443)                                                                                           |             | Серія «Голуби»: Крюківський. с укр. — «Серия „Голуби“: - Крюковский». | 2,00 гривны                | 10 октября 2014 года  | 158 000 | Нет данных                                 |
| № 1400 (Mi #1444)                                                                                           |             | Серія «Голуби»: Одеський турман. с укр. — «Серия „Голуби“: - Одесский турман». | 2,00 гривны                | 10 октября 2014 года  | 158 000 | Нет данных                                 |
| № 1401 (Mi #1445)                                                                                           |             | Серія «Голуби»: Київський світлий. с укр. — «Серия „Голуби“: - Киевский светлый». | 2,50 гривны                | 10 октября 2014 года  | 158 000 | Нет данных                                 |
| № 1402 (Mi #1446)                                                                                           |             | Серія «Голуби»: Миколаївський високолітний. с укр. — «Серия „Голуби“: - Николаевский высоколётный». | 3,30 гривны                | 10 октября 2014 года  | 158 000 | Нет данных                                 |
| № 1403 (Mi #1447)                                                                                           |             | «Визволення України від нацистських загарбників. 22.VI.1941 — 28.X.1944». с укр. — «Освобождение Украины от нацистских захватчиков (22.VI.1941 — 28.X.1944)». | 2,00 гривны                | 28 октября 2014 года  | 182 000 | Владимир Таран                             |
| № 1404 (Mi #1448)                                                                                           |             | «125 років Чернівецькому поштамту». с укр. — «125 лет почтамту». | 2,00 гривны                | 31 октября 2014 года  | 170 000 | Оксана Здор                                |
| № 1405 (Mi #1449) № 1406 (Mi #1450)                                                                         |             | Серія «Славетні роди України»: блок «Рід Терещенків»: Герб роду Терещенків; Артемій Терещенко (1794—1877). с укр. — «Серия „Знаменитые роды Украины“: - Родовой герб Терещенко; - Артемий Терещенко (1794—1877)». | 4,80 5,70 гривны           | 14 ноября 2014 года   | 38 000  | Владимир Таран                             |
| № 1407 (Mi #1451)                                                                                           |             | «З Новим роком! З Різдвом Христовим!» с укр. — «С Новым годом! С Рождеством Христовым!». | 2,00 гривны                | 28 ноября 2014 года   | 245 000 | Юлика Правдохина                           |
| № 1408 (Mi #1453) № 1409 (Mi #1454) № 1410 (Mi #1455) № 1411 (Mi #1456)                                     |             | Блок «Краса і велич України. Волинська область»: Пам’ятник Лесі Українці, м. Луцьк; Оконські джерела, с. Оконськ; Солом’яний виріб; Зимненський Святогорський монастир, с. Зимне. с укр. — «Серия „Краса и гордость Украины“, почтовый блок Волынская область: - Памятник Лесе Украинке, г. Луцк; - Оконские источники, с. Оконск; - Соломенное изделие; - Зимненский Святогорский монастырь, с. Зимнее». | 2,00 2,50 4,20 гривны      | 4 декабря 2014 года   | 40 000  | Александр Калмыков                         |
| № 1412 (Mi #1452)                                                                                           |             | «Залізничний вокзал, Луцьк». с укр. — «Железнодорожный вокзал, Луцк». | 2,00 гривны                | 4 декабря 2014 года   | 181 000 | Александр Калмыков                         |
| № 1413 (Mi #1457)                                                                                           |             | «За честь! За славу! За народ!» с укр. — «За честь! За славу! За народ!». | 2,00 гривны                | 5 декабря 2014 года   | 183 000 | Владимир Таран                             |
| № 1414 (Mi #1458) № 1415 (Mi #1459) № 1416 (Mi #1460) № 1417 (Mi #1461)                                     |             | Блок «Щедра Україна. Зима»: Заєць-біляк; Білка звичайна; Калина звичайна; Синиця велика. с укр. — «Блок „Щедрая Украина. Зима“: - Заяц-беляк (Lepus timidus); - Обыкновенная белка (Sciurus vulgaris); - Калина обыкновенная (Viburnum opulus); - Большая синица (Parus major)». | 2,00 3,30 гривны           | 19 декабря 2014 года  | 47 000  | Наталия Кохаль                             |
| № 1419 (Mi #1463) № 1420 (Mi #1464)                                                                         |             | Блок (спільний випуск) «Україна — Пакистан. Пам’ятки древніх культур»: Трипільська культура (кінець VI — початок III тис. до н. е.): * статуетка жіноча (с. Бернове-Лука, Чернівецька обл., V тис. до н. е.); * кубок біконічний розписний, із зображенням рослини (с. Томашівка, Черкаська обл., середина IV тис. до н. е.) * миска розписна (Черкаська обл., IV тис. до н. е.) Мохенджо-Даро, Пакистан: * теракотова статуя богині з руїн Мохенджо-Даро * печатки з Мохенджо-Даро * печатка з єдинорогом з руїн Мохенджо-Даро * горщик з листяним візерунком з Мохенджо-Даро. с укр. — «Совместный выпуск: блок „Украина — Пакистан памятники древних культур“: - Трипольская культура (конец VI — начало III века до нашей эры) - женская статуэтка (с. Берново-Лука, Черновицкая область, V век до нашей эры); - кубок биконический расписной, с изображением растения (с. Томашовка, Черкасская область, середина IV века до нашей эры); - миска расписная (Черкасская область, IV век до нашей эры) - Мохенджо-Даро (Пакистан): - терракотовая статуя богини; - печати из Мохенджо-Даро; - печать с единорогом; - горшок с лиственным узором». | 4,80 гривны                | 25 декабря 2014 года  | 32 000  | Сергей Горобец                             |

## Восьмой выпуск стандартных марок
В 2014 году выпущена стандартная марка восьмого выпуска (2012—2016) «Дуб обыкновенный» на самоклеющейся бумаге.
| № по каталогу     | Изображение | Описание и источники                                                                           | Номинал     | Дата выпуска         | Тираж     | Художник       |
| ----------------- | ----------- | ---------------------------------------------------------------------------------------------- | ----------- | -------------------- | --------- | -------------- |
| № 1418 (Mi #1462) |             | Дуб звичайний (на самоклейному папері). с укр. — «Дуб обыкновенный (на самоклеющейся бумаге)». | 2,00 гривны | 22 декабря 2014 года | 2 000 000 | Владимир Таран |

## Комментарии
1. ↑  Коммеморативные марки — обобщённое название специальных художественных (памятных, юбилейных и других) почтовых марок. Для упрощения терминологии в случаях, когда требуется лишь подчеркнуть, что данная марка не является общеупотребляемой (то есть стандартной), под термином «коммеморативная марка» подразумевают, кроме перечисленных выше, также тематические (рисунки которых, посвящены определённой теме коллекционирования) марки. Также все упомянутые марки, объединённые термином «коммеморативная», имеют общую черту: как правило, такие марки изготовляются на высоком полиграфическом уровне[4].
2. ↑  Ниже приведён перечень памятных художественных марок (с возможностью сортировки по номиналу, тиражу и дате введения в обращение).
3. ↑  На марке изображена репродукция картины Андрея Гука «Букетик ромашек»[7]
4. ↑  Автор репродукции не указан в АИ.
5. ↑  На марке изображён монументальный знак «Почтовый центр Украины», а также знак, перечисляющий расстояния, установленный в Киеве на Майдане Независимости в 1996 году.
6. ↑  Выпуск марки приурочен ко дню 170-летия со дня рождения И. Е. Репина.
7. ↑  Крюковский — одна из коренных пород, вершина достижений украинских голубеводов. Аналогов данная порода не имеет. Белоснежные, утончённые, миниатюрные, с ярким живым темпераментом[63].
8. 1 2 3 4  Автор не указан в АИ.
9. ↑  Описание Одесского турмана в книгах по голубеводству встречается с конца XIX века. Ни одна другая порода голубей не даёт такого ощущения свободного полёта в бескрайнем просторе, как красавец турман[65].
10. ↑  Киевский светлый выведен во второй половине XIX века. Весьма энергичная птица, полёт своеобразный и виртуозный. Обладает не только сильными крыльями, но и отважным сердцем: летает в бурю, дождь и всегда находит дорогу домой[66].
11. ↑  Николаевский высоколётный — выдающаяся украинская порода высоколётных голубей, выведенная в XVIII веке в Николаеве методом народной селекции[67].